# Джексон (Огайо)
Джексон (англ. Jackson) — місто (англ. city) в США, в окрузі Джексон штату Огайо. Населення — 6252 особи (2020).

## Географія
Джексон розташований за координатами 39°2′45″ пн. ш. 82°38′59″ зх. д. / 39.04583° пн. ш. 82.64972° зх. д. (39.045950, -82.649601).  За даними Бюро перепису населення США в 2010 році місто мало площу 22,00 км², з яких 21,32 км² — суходіл та 0,68 км² — водойми.

## Демографія
Згідно з переписом 2010 року, у місті мешкало 6397 осіб у 2734 домогосподарствах у складі 1698 родин. Густота населення становила 291 особа/км².  Було 3019 помешкань (137/км²).
Расовий склад населення:
| - 96,4 % — білих - 0,7 % — чорних або афроамериканців - 0,4 % — азіатів - 0,3 % — корінних американців |

До двох чи більше рас належало 1,7 %. Частка іспаномовних становила 1,5 % від усіх жителів.
За віковим діапазоном населення розподілялося таким чином: 23,8 % — особи молодші 18 років, 61,5 % — особи у віці 18—64 років, 14,7 % — особи у віці 65 років та старші. Медіана віку мешканця становила 38,1 року. На 100 осіб жіночої статі у місті припадало 87,0 чоловіків;  на 100 жінок у віці від 18 років та старших — 82,1 чоловіків також старших 18 років.
Середній дохід на одне домашнє господарство  становив 45 470 доларів США (медіана — 34 655), а середній дохід на одну сім'ю — 56 387 доларів (медіана — 47 955). Медіана доходів становила 38 574 долари для чоловіків та 33 750 доларів для жінок. За межею бідності перебувало 24,0 % осіб, у тому числі 27,3 % дітей у віці до 18 років та 15,7 % осіб у віці 65 років та старших.
Цивільне працевлаштоване населення становило 2831 осіб. Основні галузі зайнятості: освіта, охорона здоров'я та соціальна допомога — 36,3 %, роздрібна торгівля — 14,2 %, виробництво — 13,5 %.